# Liste der Nummer-eins-Country-Alben in den USA (1988)
Dies ist eine Liste der Nummer-eins-Alben in den von Billboard ermittelten Verkaufscharts für Country-Alben in den USA im Jahr 1988. In diesem Jahr gab es elf Nummer-eins-Alben.

| ← 1987 ← | Liste der Nummer-eins-Country-Alben in den USA | Liste der Nummer-eins-Country-Alben in den USA | Liste der Nummer-eins-Country-Alben in den USA | 1989 →                    |
| \| Zeitraum \| Wo. ges. \| Interpret \| Titel \| Zusätzliche Informationen \| \| (Zeitraum, Wochen auf Platz eins, Interpret, Titel, zusätzliche Informationen) \| \| \| \| \| \| ------------------------------------------------------------------------------ \| -------- \| ------------------ \| --------------------------------------- \| ------------------------- \| \| 26. Dezember 1987 – 26. Februar 1988 9 Wochen (insgesamt 33) \| 33 \| Randy Travis \| Always & Forever[1] \| — \| \| 27. Februar 1988 – 4. März 1988 1 Woche (insgesamt 1) \| 1 \| K. T. Oslin \| 80's Ladies[2] \| — \| \| 5. März 1988 – 11. März 1988 1 Woche (insgesamt 1) \| 1 \| Ricky Van Shelton \| Wild-Eyed Dream[3] \| — \| \| 12. März 1988 – 15. April 1988 5 Wochen (insgesamt 38) \| 38 \| Randy Travis \| Always & Forever \| — \| \| 16. April 1988 – 22. April 1988 1 Woche (insgesamt 2) \| 2 \| Ricky Van Shelton \| Wild-Eyed Dream \| — \| \| 23. April 1988 – 6. Mai 1988 2 Wochen (insgesamt 2) \| 2 \| George Strait \| If You Ain't Lovin' You Ain't Livin'[4] \| — \| \| 7. Mai 1988 – 10. Juni 1988 5 Wochen (insgesamt 43) \| 43 \| Randy Travis \| Always & Forever \| — \| \| 11. Juni 1988 – 5. August 1988 8 Wochen (insgesamt 8) \| 8 \| Reba McEntire \| Reba[5] \| — \| \| 6. August 1988 – 12. August 1988 1 Woche (insgesamt 1) \| 1 \| Alabama \| Alabama Live[6] \| — \| \| 13. August 1988 – 26. August 1988 2 Wochen (insgesamt 2) \| 2 \| Hank Williams, Jr. \| Wild Streak[7] \| — \| \| 27. August 1988 – 21. Oktober 1988 8 Wochen (insgesamt 8) \| 8 \| Randy Travis \| Old 8×10[8] \| — \| \| 22. Oktober 1988 – 28. Oktober 1988 1 Woche (insgesamt 1) \| 1 \| Dwight Yoakam \| Buenas Noches from a Lonely Room[9] \| — \| \| 29. Oktober 1988 – 4. November 1988 1 Woche (insgesamt 1) \| 1 \| The Judds \| Greatest Hits[10] \| — \| \| 5. November 1988 – 30. Dezember 1988 8 Wochen (insgesamt 8) \| 8 \| Ricky Van Shelton \| Loving Proof[11] \| — \| |                                                |                                                |                                                |                           |
| ← 1987 |                                                |                                                |                                                | → 1989 →                  |
| Zeitraum | Wo. ges.                                       | Interpret                                      | Titel                                          | Zusätzliche Informationen |
| (Zeitraum, Wochen auf Platz eins, Interpret, Titel, zusätzliche Informationen) |                                                |                                                |                                                |                           |
| 26. Dezember 1987 – 26. Februar 1988 9 Wochen (insgesamt 33) | 33                                             | Randy Travis                                   | Always & Forever                               | —                         |
| 27. Februar 1988 – 4. März 1988 1 Woche (insgesamt 1) | 1                                              | K. T. Oslin                                    | 80's Ladies                                    | —                         |
| 5. März 1988 – 11. März 1988 1 Woche (insgesamt 1) | 1                                              | Ricky Van Shelton                              | Wild-Eyed Dream                                | —                         |
| 12. März 1988 – 15. April 1988 5 Wochen (insgesamt 38) | 38                                             | Randy Travis                                   | Always & Forever                               | —                         |
| 16. April 1988 – 22. April 1988 1 Woche (insgesamt 2) | 2                                              | Ricky Van Shelton                              | Wild-Eyed Dream                                | —                         |
| 23. April 1988 – 6. Mai 1988 2 Wochen (insgesamt 2) | 2                                              | George Strait                                  | If You Ain't Lovin' You Ain't Livin'           | —                         |
| 7. Mai 1988 – 10. Juni 1988 5 Wochen (insgesamt 43) | 43                                             | Randy Travis                                   | Always & Forever                               | —                         |
| 11. Juni 1988 – 5. August 1988 8 Wochen (insgesamt 8) | 8                                              | Reba McEntire                                  | Reba                                           | —                         |
| 6. August 1988 – 12. August 1988 1 Woche (insgesamt 1) | 1                                              | Alabama                                        | Alabama Live                                   | —                         |
| 13. August 1988 – 26. August 1988 2 Wochen (insgesamt 2) | 2                                              | Hank Williams, Jr.                             | Wild Streak                                    | —                         |
| 27. August 1988 – 21. Oktober 1988 8 Wochen (insgesamt 8) | 8                                              | Randy Travis                                   | Old 8×10                                       | —                         |
| 22. Oktober 1988 – 28. Oktober 1988 1 Woche (insgesamt 1) | 1                                              | Dwight Yoakam                                  | Buenas Noches from a Lonely Room               | —                         |
| 29. Oktober 1988 – 4. November 1988 1 Woche (insgesamt 1) | 1                                              | The Judds                                      | Greatest Hits                                  | —                         |
| 5. November 1988 – 30. Dezember 1988 8 Wochen (insgesamt 8) | 8                                              | Ricky Van Shelton                              | Loving Proof                                   | —                         |